# Natland
Natland är en by och en civil parish i Cumbria, England. Orten har 747 invånare (2001). Den har en kyrka.